# Mychajło Werbycki
Mychajło Mychajłowycz Werbycki (ukr. Михайло Михайлович Вербицький, ur. 4 marca 1815 w Jaworniku Ruskim lub w Uluczu, zm. 7 grudnia 1870 w Młynach) – ukraiński ksiądz greckokatolicki, kompozytor i działacz społeczny. Autor muzyki do pieśni Szcze ne wmerła Ukrajina (Ще не вмерла Україна) – hymnu narodowego Ukrainy.

## Życiorys
Jego ojciec był proboszczem greckokatolickiej parafii w Jaworniku Ruskim; osierocił Mychajła we wczesnym dzieciństwie. Został on wraz z bratem wzięty na wychowanie przez krewnego, greckokatolickiego władykę przemyskiego Iwana Snihurśkiego. Uczył się w seminarium duchownym we Lwowie i w Przemyślu. Święcenia kapłańskie uzyskał w 1850 r. a sześć lat później został proboszczem parafii greckokatolickiej w Młynach koło Radymna. Należał do ukraińskiego chóru w Przemyślu, później kierował chórem we Lwowie, występując też jako solista. Współpracował z przemyskimi i lwowskimi teatrami ukraińskimi, komponując muzykę dla wystawianych w nich sztuk. Pieśń Szcze ne wmerła Ukrajina została napisana w 1864 r. do sztuki Zaporożcy, wystawionej przez lwowski teatr Ruski Besidy.
Posługę duszpasterską w parafii Młyny sprawował przez 14 lat. Po śmierci w grudniu 1870 r. został pochowany na przycerkiewnym cmentarzu. Kamienny nagrobek w kształcie liry na jego mogile ufundowali członkowie lwowskiego akademickiego chóru Banduryst. 12 kwietnia 2005 r. poświęcono uroczyście kaplicę nad grobem Werbyckiego, w uroczystościach wziął udział prezydent Ukrainy Wiktor Juszczenko.

## Galeria
Współczesne zdjęcia z miejsc związanych z kompozytorem:

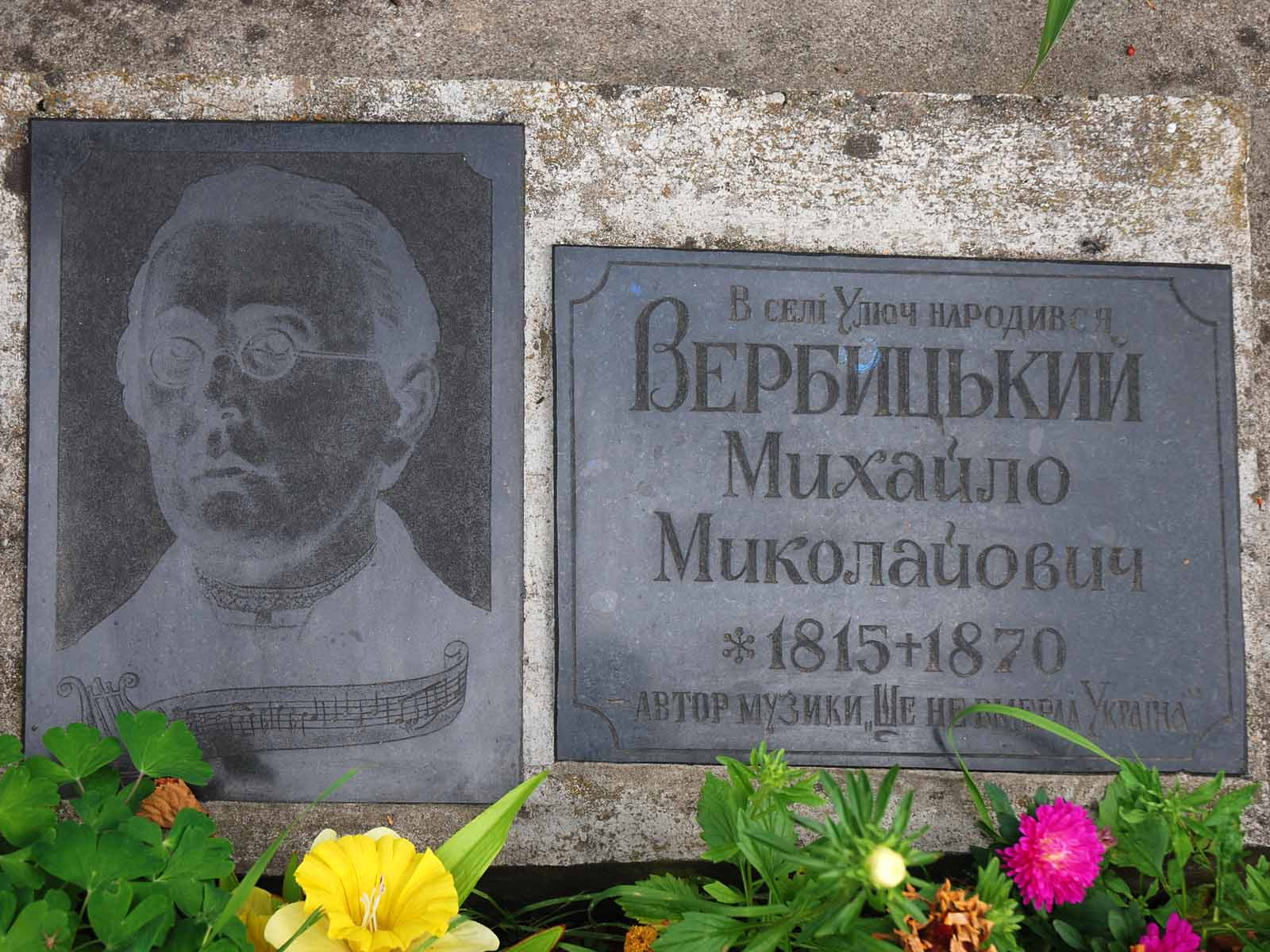
Tablica w miejscu urodzenia
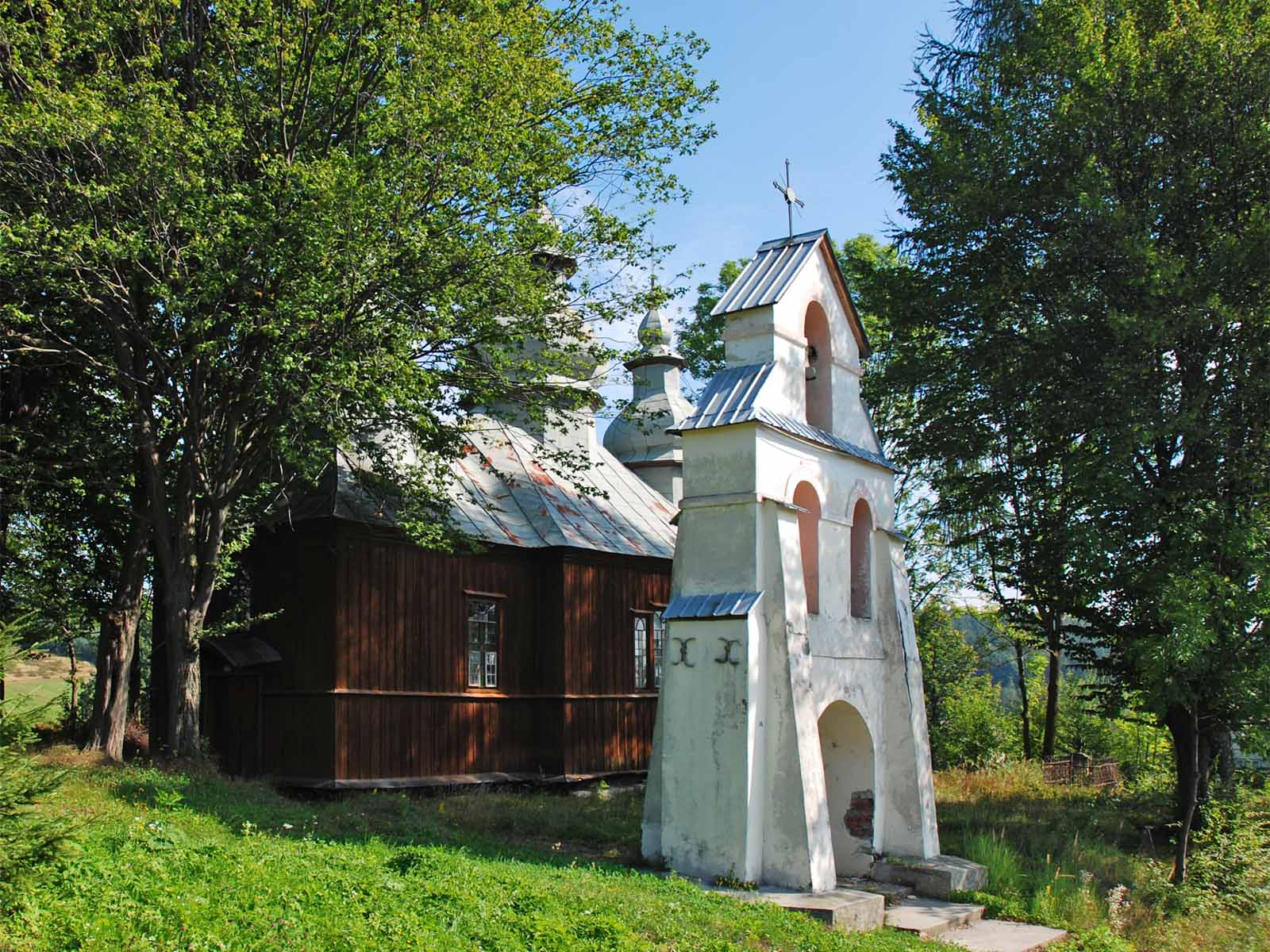
Cerkiew w Jaworniku Ruskim – siedziba parafii ojca
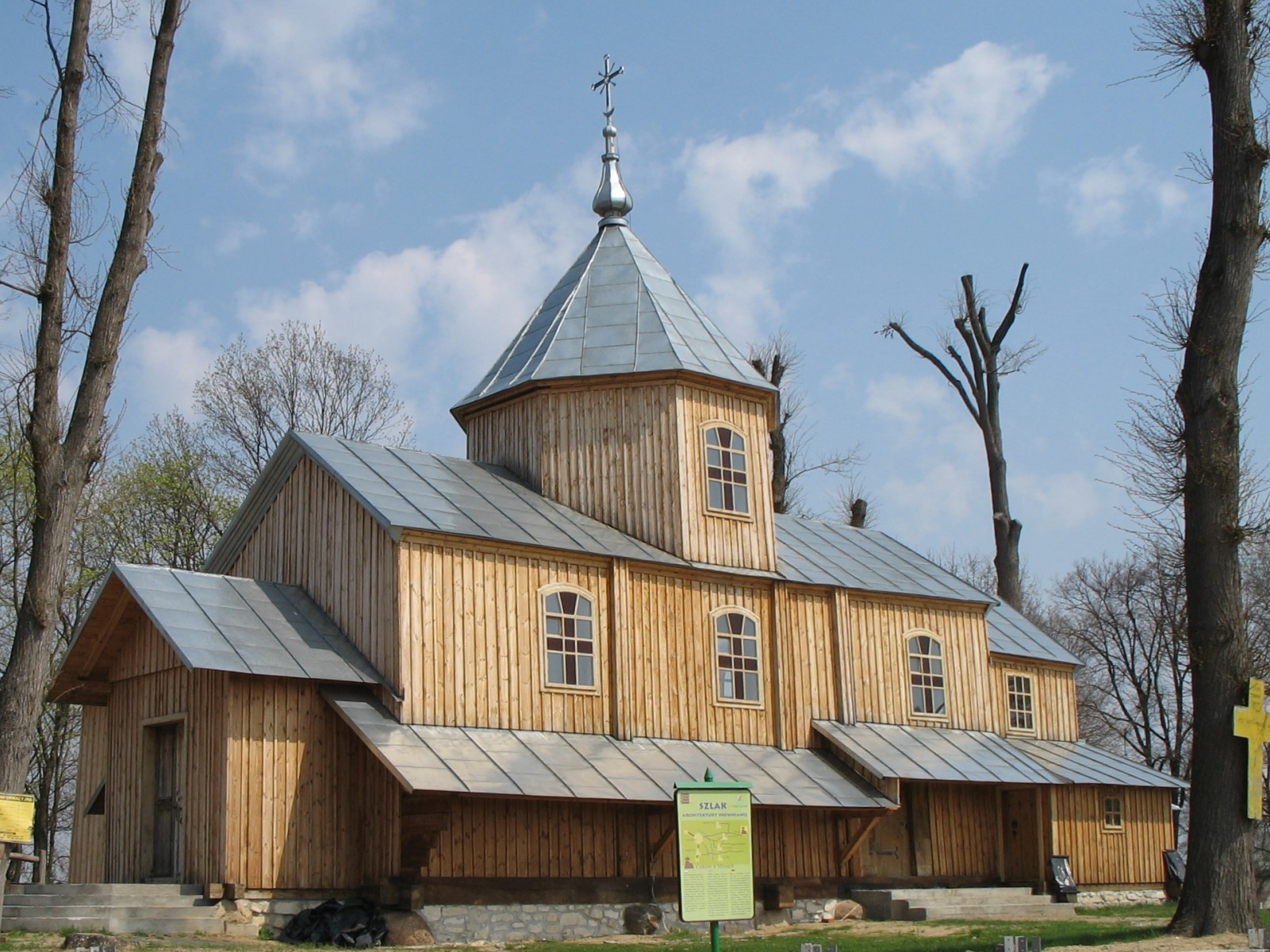
Cerkiew w Młynach
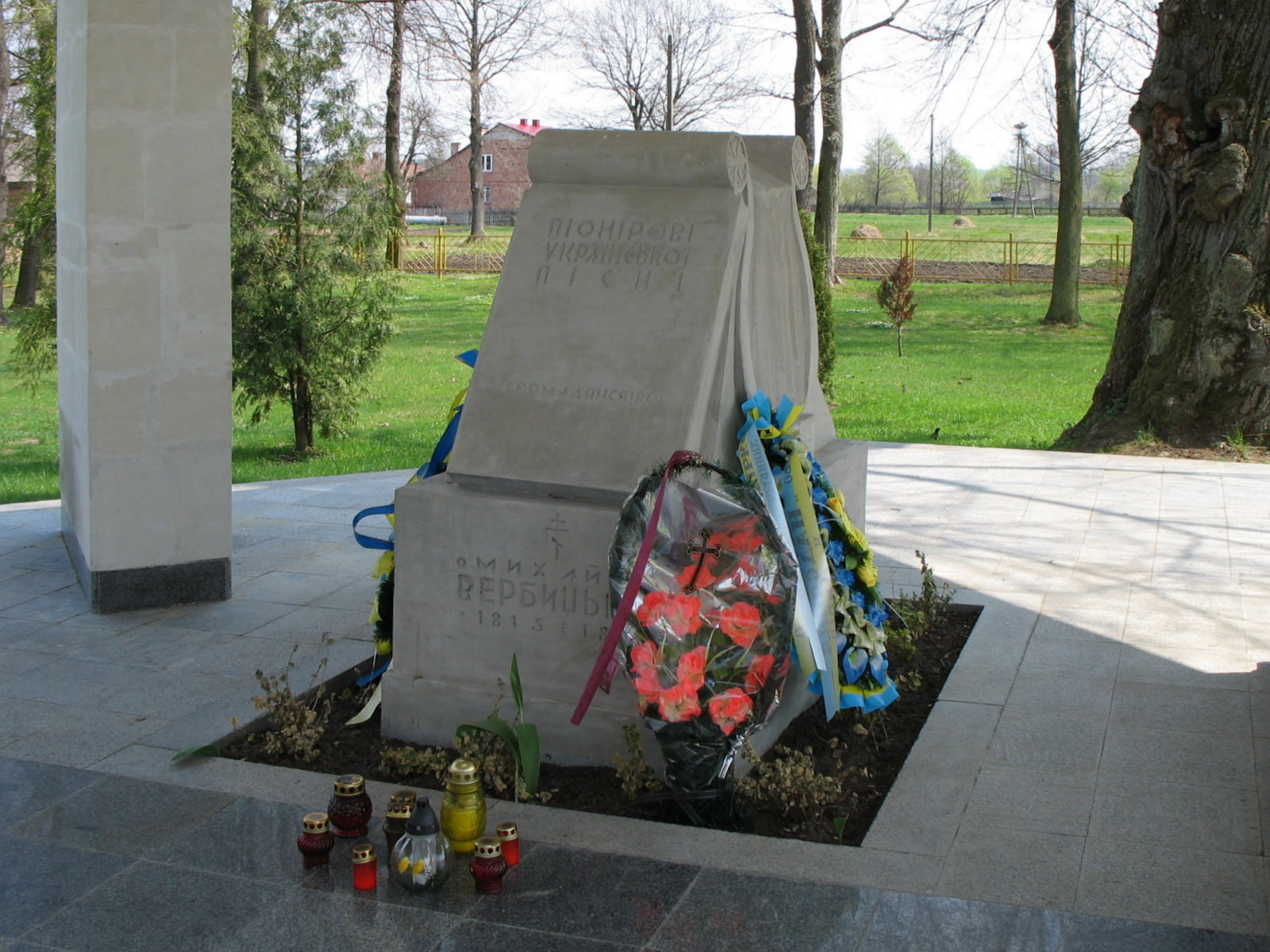
Grób kompozytora
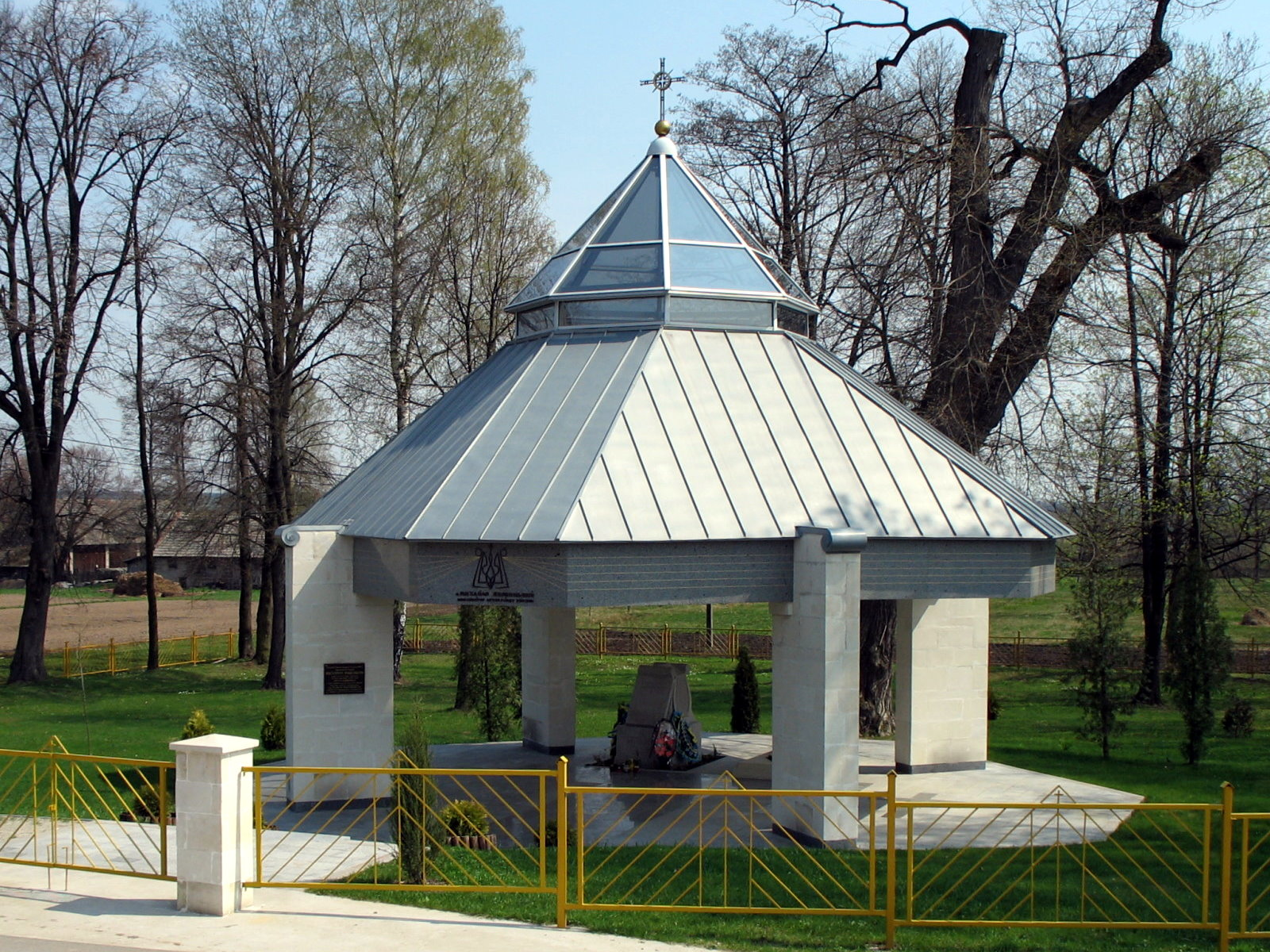
Kaplica nad grobem
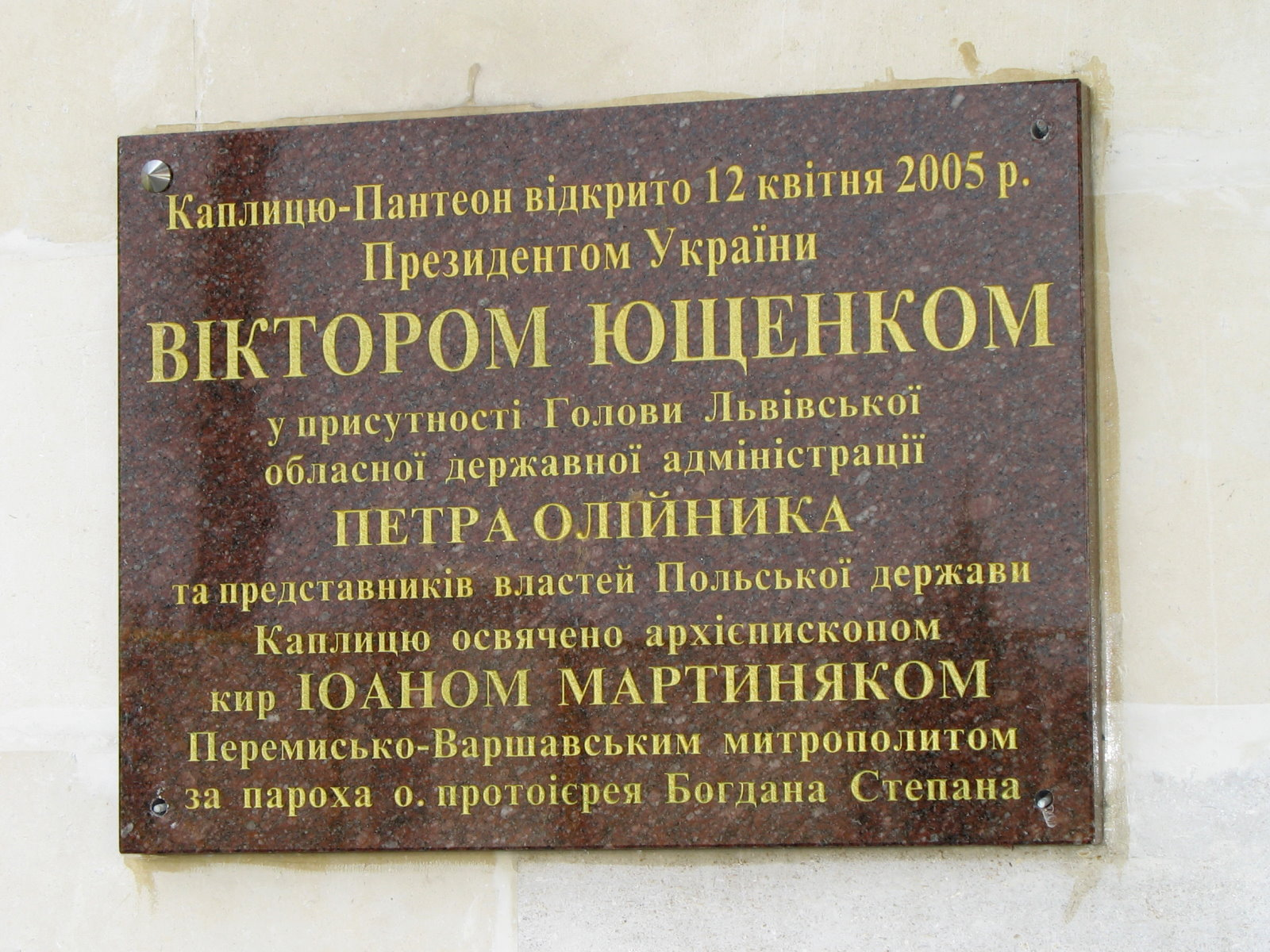
Tablica pamiątkowa w Młynach
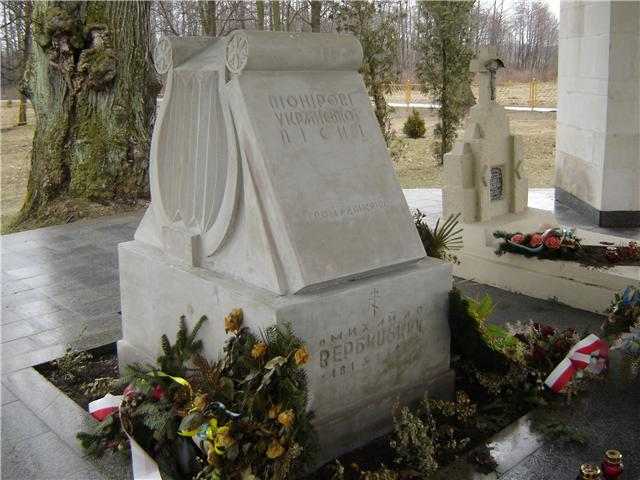
Grób kompozytora